# París-Niça 2014
La París-Niça 2014 és la 72a edició de la cursa ciclista per etapes París-Niça. La cursa es disputà entre el 9 i el 16 de març de 2014. Aquesta fou la segona prova de l'UCI World Tour 2014, després del Tour Down Under. Els corredors haurien de superar 1.446,5 km repartits entre vuit etapes.
La cursa fou guanyada pel colombià Carlos Betancur (AG2R La Mondiale), que va agafar el liderat en guanyar l'etapa reina de la cusa, la sisena etapa amb final a Fayence, i el va mantenir fins a l'arribada a Niça. Amb aquest triomf es convertia en el primer colombià a guanyar aquesta cursa. Betancur va guanyar la general amb 14 segons sobre Rui Costa (Lampre-Merida), mentre Arthur Vichot (FDJ) completà el podi, sis segon rere Costa i 20 per sota de Betancur, gràcies a la victòria en l'etapa final i les bonificacions.
En les classificacions secundàries, John Degenkolb (Giant-Shimano) guanyà el mallot verd de la classificació per punts, Pim Ligthart (Lotto-Belisol) guanyà la classificació de la muntanya i Betancur també guanyava el mallot blanc de la classificació dels joves. El Movistar Team va guanyar la classificació per equips.

## Equips
L'organitzador, Amaury Sport Organisation comunicà la llista d'equips convidat el 28 de gener de 2014: dos equips francesos, Cofidis, Bretagne-Séché Environnement i un de suís IAM Cycling, per totalitzar 18 ProTeams i 3 equips continentals professionals.
| Núm.    | Codi | Equip                   |
| ------- | ---- | ----------------------- |
| 1-8     | SKY  | Team Sky                |
| 11-18   | GRS  | Garmin-Sharp            |
| 21-28   | ALM  | AG2R La Mondiale        |
| 31-38   | BMC  | BMC Racing Team         |
| 41-48   | IAM  | IAM Cycling             |
| 51-58   | OGE  | Orica-GreenEDGE         |
| 61-68   | LAM  | Lampre-Merida           |
| 71-78   | AST  | Astana Qazaqstan Team   |
| 81-88   | LTB  | Lotto-Belisol           |
| 91-98   | FDJ  | FDJ                     |
| 101-108 | OPQ  | Omega Pharma-Quick Step |

| Núm.    | Codi | Equip                        |
| ------- | ---- | ---------------------------- |
| 111-118 | BEL  | Belkin Pro Cycling Team      |
| 121-128 | TFR  | Trek Factory Racing          |
| 131-138 | EUC  | Team Europcar                |
| 141-148 | MOV  | Movistar Team                |
| 151-158 | KAT  | Team Katusha                 |
| 161-168 | COF  | Cofidis                      |
| 171-178 | TCS  | Team Tinkoff-Saxo            |
| 181-188 | CAN  | Cannondale                   |
| 191-198 | GIA  | Giant-Shimano                |
| 201-208 | BSE  | Bretagne-Séché Environnement |

## Recorregut
El passat 4 de febrer de 2014 l'ASO, entitat organitzador d'aquesta cursa, va presentar el recorregut. Per primera vegada des de 1955 no es disputarà cap contrarellotge individual durant la cursa i tampoc hi haurà cap final en alt. La intenció dels organitzadors és obrir les possibilitats de victòria a tota mena de corredors i no tan sols els especialistes en contrarellotge o muntanya.

## Favorits
Tradicionalment la París-Niça ha estat una cursa pels homes que preparen el Tour, mentre la Tirrena-Adriàtica, amb qui coincideix en dates, era la cursa dels classicòmans. Enguany bona part dels grans ciclistes del panorama internacional escolliren prendre part en la cursa dels dos mars, mentre la París-Niça quedà reservada als segones espases, com Carlos Betancur (AG2R La Mondiale), Tom-Jelte Slagter (Garmin-Sharp), Tejay van Garderen (BMC Racing Team), Simon Gerrans (Orica-GreenEDGE), Andy Schleck (Trek Factory Racing), i sobretot Vincenzo Nibali (Astana Qazaqstan Team) i Rui Alberto Faria da Costa (Lampre-Merida). A més a darrera hora el vigent campió, l'australià Richie Porte (Team Sky) va decidir no prendre-hi part per anar a la Tirrena en substitució del lesionat Chris Froome, cosa que va irritar l'ASO.

## Etapes
| Etapes   | Data       | Recorregut                              | Km    | Vencedor d'etapa        | Líder de la general   |
| -------- | ---------- | --------------------------------------- | ----- | ----------------------- | --------------------- |
| 1a etapa | 9 de març  | Mantes-la-Jolie - Mantes-la-Jolie       | 162,5 | Nacer Bouhanni (FRA)    | Nacer Bouhanni (FRA)  |
| 2a etapa | 10 de març | Rambouillet - Saint-Georges-sur-Baulche | 205,0 | Moreno Hofland (NED)    | Nacer Bouhanni (FRA)  |
| 3a etapa | 11 de març | Toucy - Circuit de Magny-Cours          | 180,0 | John Degenkolb (GER)    | John Degenkolb (GER)  |
| 4a etapa | 12 de març | Nevers - Belleville                     | 201,5 | Tom-Jelte Slagter (NED) | Geraint Thomas (GBR)  |
| 5a etapa | 13 de març | Crêches-sur-Saône - Rive-de-Gier        | 152,5 | Carlos Betancur (COL)   | Geraint Thomas (GBR)  |
| 6a etapa | 14 de març | Saint-Saturnin-lès-Avignon - Fayence    | 221,5 | Carlos Betancur (COL)   | Carlos Betancur (COL) |
| 7a etapa | 15 de març | Mogins - Biòt                           | 195,5 | Tom-Jelte Slagter (NED) | Carlos Betancur (COL) |
| 8a etapa | 16 de març | Niça - Niça                             | 128,0 | Arthur Vichot (FRA)     | Carlos Betancur (COL) |

### Etapa 1
Mantes-la-Jolie - Mantes-la-Jolie, 9 de març. 162,5 km
Etapa bàsicament plana pels voltants de Mantes-la-Jolie, Yvelines, amb un circuit al qual s'han de donar quatre voltes. Sols hi ha una petita cota de tercera categoria puntuable, la cota de Vert, que se supera en quatre ocasions, però sols puntua durant la primera i tercera volta al circuit, (km 40,5 i 107).
El francès Christophe Laborie (Bretagne-Séché Environnement) atacà de sortida, arribant a obtenir un avantatge de més de deu minuts sobre el gran grup. Durant l'etapa es van produir nombroses caigudes, que afectareen, entre d'altres a Nacer Bouhanni (FDJ). Alhora Tejay van Garderen (BMC Racing Team) es va veure obligat a abandonar per culpa d'una indisposició. Laborie passa en primera posició per les dues cotes del dia, però és agafat a manca de 50 km per a l'arribada. A manca de 25 km per a l'arribada es produeix una nova caiguda que fa que el grup es fraccioni. Al darrere queden alguns dels favorits a la victòria d'etapa i a la general, com Simon Gerrans (Orica-GreenEDGE), Thomas Voeckler (Team Europcar), Romain Bardet (AG2R La Mondiale), Thor Hushovd (BMC Racing Team) o Fränk Schleck (Trek Factory Racing), entre d'altres. Aquest grup perdrà més d'un minut en l'arribada. La victòria d'etapa se la juguen a l'esprint els homes del Belkin Pro Cycling Team, Omega Pharma-Quick Step i Giant-Shimano. Gianni Meersman (Omega Pharma-Quick Step) llença l'esprint, però és superat per Nacer Bouhanni (FDJ), que s'imposa per davant John Degenkolb (Giant-Shimano). Nacer Bouhanni aconsegueix el primer mallot groc de la cursa gràcies a les bonificacions, superant en un segon a Meersman i en quatre a Degenkolb.
|    | Ciclista                 | Equip                   | Temps      |
| -- | ------------------------ | ----------------------- | ---------- |
| 1  | Nacer Bouhanni (FRA)     | FDJ                     | 3h 53' 11" |
| 2  | John Degenkolb (GER)     | Giant-Shimano           | m. t.      |
| 3  | Gianni Meersman (BEL)    | Omega Pharma-Quick Step | m. t.      |
| 4  | José Joaquín Rojas (ESP) | Movistar Team           | m. t.      |
| 5  | Tyler Farrar (USA)       | Garmin-Sharp            | m. t.      |
| 6  | Bryan Coquard (FRA)      | Team Europcar           | m. t.      |
| 7  | Luca Wackermann (ITA)    | Lampre-Merida           | m. t.      |
| 8  | Fabio Felline (ITA)      | Trek Factory Racing     | m. t.      |
| 9  | Fabio Sabatini (ITA)     | Cannondale              | m. t.      |
| 10 | Francesco Gavazzi (ITA)  | Astana Qazaqstan Team   | m. t.      |

|    | Ciclista                 | Equip                   | Temps      |
| -- | ------------------------ | ----------------------- | ---------- |
| 1  | Nacer Bouhanni (FRA)     | FDJ                     | 3h 53' 01" |
| 2  | Gianni Meersman (BEL)    | Omega Pharma-Quick Step | + 1"       |
| 3  | John Degenkolb (GER)     | Giant-Shimano           | + 4"       |
| 4  | Greg Van Avermaet (BEL)  | BMC Racing Team         | + 8"       |
| 5  | Geraint Thomas (GBR)     | Team Sky                | + 9"       |
| 6  | Sylvain Chavanel (FRA)   | IAM Cycling             | + 9"       |
| 7  | José Joaquín Rojas (ESP) | Movistar Team           | + 10"      |
| 8  | Tyler Farrar (USA)       | Garmin-Sharp            | + 10"      |
| 9  | Bryan Coquard (FRA)      | Team Europcar           | + 10"      |
| 10 | Luca Wackermann (ITA)    | Lampre-Merida           | + 10"      |

### Etapa 2
Rambouillet - Saint-Georges-sur-Baulche, 10 de març. 200,5 km
Etapa plana a través dels departaments d'Yvelines, Essonne, Loiret, Seine-et-Marne i Yonne, amb una sola cota de tercera categoria a manca de 45 per l'arribada, la Cota de la Ferté-Loupière. Durant l'etapa els ciclistes passaran per dos esprints intermedis, a Malesherbes i en el primer pas per l'arribada a Saint-Georges-sur-Baulche, abans d'entrar en un circuit de 19 km, al qual fan una volta.
Anthony Delaplace (Bretagne-Séché Environnement) i Aleksejs Saramotins (IAM Cycling) formen l'escapada del dia en els primers quilòmetres d'etapa. Ambdós aconseguiren 11' 30" sobre el gran grup, passant en primera posició pels dos esprints intermedis i la cota de La Ferté-Loupière. Ja dins el circuit final, Saramotins deix enrere Delaplace, abans de ser neutralitzat a manca de 3,3 km de l'arribada. La tercera posició als esprints l'aconseguí Gianni Meersman (Omega Pharma-Quick Step), cosa que li permet superar en la classificació al líder, el francès Nacer Bouhanni (FDJ). Amb tot, a manca de 10 km per a l'arribada, Meersman patí una caiguda junt a Tyler Farrar (Garmin-Sharp), Lars Boom (Belkin Pro Cycling Team) i Edvald Boasson Hagen (Team Sky). Seguint les petjades del cotxe del seu director esportiu aconseguí reintegrar-se al gran grup abans d'entrar al darrer quilòmetre. El vencedor de l'esprint fou el neerlandès Moreno Hofland (Belkin Pro Cycling Team), que s'imposa a l'alemany John Degenkolb (Giant-Shimano) i Bouhanni, el qual manté el liderat, amb dos segons sobre Degenkolb i quatre sobre Hofland. Meersman és penalitzat amb un minut i deu segons per seguir reiteradament l'estela d'un cotxe.
|    | Ciclista                 | Equip                        | Temps      |
| -- | ------------------------ | ---------------------------- | ---------- |
| 1  | Moreno Hofland (NED)     | Belkin Pro Cycling Team      | 4h 53' 46" |
| 2  | John Degenkolb (GER)     | Giant-Shimano                | m. t.      |
| 3  | Nacer Bouhanni (FRA)     | FDJ                          | m. t.      |
| 4  | Alexander Kristoff (NOR) | Team Katusha                 | m. t.      |
| 5  | Thor Hushovd (NOR)       | BMC Racing Team              | m. t.      |
| 6  | Bryan Coquard (FRA)      | Team Europcar                | m. t.      |
| 7  | Armindo Fonseca (FRA)    | Bretagne-Séché Environnement | m. t.      |
| 8  | Tony Gallopin (FRA)      | Lotto-Belisol                | m. t.      |
| 9  | Jens Keukeleire (BEL)    | Orica-GreenEDGE              | m. t.      |
| 10 | José Joaquín Rojas (ESP) | Movistar Team                | m. t.      |

|    | Ciclista                 | Equip                   | Temps      |
| -- | ------------------------ | ----------------------- | ---------- |
| 1  | Nacer Bouhanni (FRA)     | FDJ                     | 8h 46' 43" |
| 2  | John Degenkolb (GER)     | Giant-Shimano           | + 2"       |
| 3  | Moreno Hofland (NED)     | Belkin Pro Cycling Team | + 4"       |
| 4  | Geraint Thomas (GBR)     | Team Sky                | + 13"      |
| 5  | Bryan Coquard (FRA)      | Team Europcar           | + 14"      |
| 6  | José Joaquín Rojas (ESP) | Movistar Team           | + 14"      |
| 7  | Alexander Kristoff (NOR) | Team Katusha            | + 14"      |
| 8  | Nikolai Trússov (RUS)    | Team Tinkoff-Saxo       | + 14"      |
| 9  | Samuel Dumoulin (FRA)    | AG2R La Mondiale        | + 14"      |
| 10 | Jens Keukeleire (BEL)    | Orica-GreenEDGE         | + 14"      |

### Etapa 3
Toucy - Circuit de Magny-Cours, 11 de març. 180 km
Nova etapa plana que va apropant els ciclistes cap al Mediterrani, a través dels departaments del Yonne i Nièvre i amb final al Circuit de Magny-Cours. L'única dificultat muntanyosa del dia és la cota de la Chapelle Saint-André, de tercera categoria, durant la primera meitat de l'etapa. Els esprints intermedis es troben a Varzy (km 78) i La Machine (km 141).
Perrig Quemeneur (Team Europcar), Julien Fouchard (Cofidis) i Romain Feillu (Bretagne-Séché Environnement) protagonitzen l'escapada del dia, sempre controlada pel gran grup, en què la màxima diferència mai superà els 3' 10" del km 16. Al pas per La Machine (km 141) encara disposen de 2 minuts, però a poc a poc la diferència va disminuint. A manca d'11 km Quemeneur ho intenta en solitari, però finalment serà agafat a manca de 2 km, ja dins el Circuit de Magny-Cours. En l'esprint John Degenkolb (Giant-Shimano) fou el més ràpid, cosa que també li valgué per a obtenir el liderat.
|    | Ciclista                 | Equip                   | Temps      |
| -- | ------------------------ | ----------------------- | ---------- |
| 1  | John Degenkolb (GER)     | Giant-Shimano           | 4h 27' 26" |
| 2  | Matthew Goss (AUS)       | Orica-GreenEDGE         | m. t.      |
| 3  | José Joaquín Rojas (ESP) | Movistar Team           | m. t.      |
| 4  | Borut Božič (SLO)        | Astana Qazaqstan Team   | m. t.      |
| 5  | Tom Boonen (BEL)         | Omega Pharma-Quick Step | m. t.      |
| 6  | Alexander Kristoff (NOR) | Team Katusha            | m. t.      |
| 7  | Nacer Bouhanni (FRA)     | FDJ                     | m. t.      |
| 8  | Thor Hushovd (NOR)       | BMC Racing Team         | m. t.      |
| 9  | Gert Steegmans (BEL)     | Omega Pharma-Quick Step | m. t.      |
| 10 | Moreno Hofland (NED)     | Belkin Pro Cycling Team | m. t.      |

|    | Ciclista                 | Equip                   | Temps       |
| -- | ------------------------ | ----------------------- | ----------- |
| 1  | John Degenkolb (GER)     | Giant-Shimano           | 13h 14' 01" |
| 2  | Nacer Bouhanni (FRA)     | FDJ                     | + 8"        |
| 3  | Moreno Hofland (NED)     | Belkin Pro Cycling Team | + 12"       |
| 4  | José Joaquín Rojas (ESP) | Movistar Team           | + 18"       |
| 5  | Geraint Thomas (GBR)     | Team Sky                | + 21"       |
| 6  | Bryan Coquard (FRA)      | Team Europcar           | + 22"       |
| 7  | Alexander Kristoff (NOR) | Team Katusha            | + 22"       |
| 8  | Nikolai Trússov (RUS)    | Team Tinkoff-Saxo       | + 22"       |
| 9  | Samuel Dumoulin (FRA)    | AG2R La Mondiale        | + 22"       |
| 10 | Marco Marcato (ITA)      | Cannondale              | + 22"       |

### Etapa 4
Nevers - Belleville, 12 de març. 201,5 km
Etapa que es pot dividir en dos sectors. Uns primers 130 quilòmetres totalment plans i uns 70 darrers en què els ciclistes hauran de superar fins a quatre dificultats muntanyoses, les tres primeres de tercera categoria (km 137, 156 i 164), i la darrera d'elles de segona categoria, la Cota de Mont Brouilly (3 km al 8,4% i rampes de fins al 25% en alguns trams), a tan sols 14 km per la l'arribada.
Quatre corredors s'escapen al km 18 d'etapa: Valerio Agnoli (Astana Qazaqstan Team), Laurent Didier (Trek Factory Racing), Jesús Herrada (Movistar Team) i Perrig Quéméneur (Team Europcar). La màxima diferència fou de sis minuts, però va anar baixant fins a situar-se en el minuts a manca de 50 km per a l'arribada. Un gran grup encapçalat pel Giant-Shimano i el Team Sky neutralitzen els escapats a manca de 20 km, poc abans de l'ascensió a la cota de mont Brouilly, darrera dificultat del dia. Carlos Betancur (AG2R La Mondiale) és el primer a atacar, però seran Tom-Jelte Slagter (Garmin-Sharp) i Geraint Thomas (Team Sky) els que obrin un petit forat. Slagter passa el primer pel cim i en el descens es viu una persecució desigual entre el duet capdavanter i un grup de 27 corredors, en què no hi ha el líder. Amb tot, el duet arriba escapat a meta i es disputen la victòria, sent aquesta per a Slagter. Thomas passa a ser el nou líder, amb tan sols tres segons sobre Degenkolb i quatre sobre Slagter.
|    | Ciclista                 | Equip                   | Temps      |
| -- | ------------------------ | ----------------------- | ---------- |
| 1  | Tom-Jelte Slagter (NED)  | Garmin-Sharp            | 5h 00' 09" |
| 2  | Geraint Thomas (GBR)     | Team Sky                | m. t.      |
| 3  | Wilco Kelderman (NED)    | Belkin Pro Cycling Team | + 5"       |
| 4  | Michael Matthews (AUS)   | Orica-GreenEDGE         | + 5"       |
| 5  | Zdeněk Štybar (CZE)      | Omega Pharma-Quick Step | + 5"       |
| 6  | Arthur Vichot (FRA)      | FDJ                     | + 5"       |
| 7  | Peter Velits (SVK)       | BMC Racing Team         | + 5"       |
| 8  | José Joaquín Rojas (ESP) | Movistar Team           | + 5"       |
| 9  | Cyril Gautier (FRA)      | Team Europcar           | + 5"       |
| 10 | Samuel Dumoulin (FRA)    | AG2R La Mondiale        | + 5"       |

|    | Ciclista                 | Equip                   | Temps       |
| -- | ------------------------ | ----------------------- | ----------- |
| 1  | Geraint Thomas (GBR)     | Team Sky                | 18h 14' 25" |
| 2  | John Degenkolb (GER)     | Giant-Shimano           | + 3"        |
| 3  | Tom-Jelte Slagter (NED)  | Garmin-Sharp            | + 4"        |
| 4  | José Joaquín Rojas (ESP) | Movistar Team           | + 8"        |
| 5  | Samuel Dumoulin (FRA)    | AG2R La Mondiale        | + 12"       |
| 6  | Wilco Kelderman (NED)    | Belkin Pro Cycling Team | + 15"       |
| 7  | Carlos Betancur (COL)    | AG2R La Mondiale        | + 17"       |
| 8  | Zdeněk Štybar (CZE)      | Omega Pharma-Quick Step | + 19"       |
| 9  | Cyril Gautier (FRA)      | Team Europcar           | + 19"       |
| 10 | Arnold Jeannesson (FRA)  | FDJ                     | + 19"       |

### Etapa 5
Crêches-sur-Saône - Rive-de-Gier, 13 de març. 152,5 km
Etapa amb una estructura molt similar a l'anterior, amb quatre dificultats muntanyoses, les tres primeres de tercera categoria (km 26, 39 i 103) i la darrera de segona (km 140,5), a tan sols 13 km per a l'arribada. L'etapa discorre a través dels departaments de Saona i Loira, Roine i Loira i en els darrers quilòmetres hi ha un circuit pels voltants de Rive-de-Gier.
Tot i algun intent d'escapada en els primers quilòmetres no serà fins al km 17 quan es formi l'escapada bona. Aquesta és formada per Sylvain Chavanel (IAM Cycling), Gorka Izagirre (Movistar Team), Jan Bakelants (Omega Pharma-Quick Step), Matthew Busche (Trek Factory Racing) i Brice Feillu (Bretagne-Séché Environnement). La màxima diferència fou de 2' 55", al km 43, sobre un gran grup que els va controlar en tot moment. En el primers pas per Rive-de-Gier la diferència d'havia reduït a tan sols 30", cosa que va dur a Chavanel a intentar l'escapada en solitari, tot i que sense sort. En l'ascensió al darrer port foren neutralitzats, sent Laurent Didier (Trek Factory Racing) el primer al cim. En el descens primer atacà Vincenzo Nibali (Astana Qazaqstan Team), però poc després fou Carlos Betancur (AG2R La Mondiale) el que obrí un petit forat, junt a Bob Jungels (Trek Factory Racing) i Jakob Fuglsang (Astana Qazaqstan Team). En la disputa de l'esprint Betancur fou el més ràpid. Geraint Thomas conserva el liderat.
|    | Ciclista                          | Equip                   | Temps      |
| -- | --------------------------------- | ----------------------- | ---------- |
| 1  | Carlos Betancur (COL)             | AG2R La Mondiale        | 3h 38' 15" |
| 2  | Bob Jungels (LUX)                 | Trek Factory Racing     | m. t.      |
| 3  | Jakob Fuglsang (DEN)              | Astana Qazaqstan Team   | m. t.      |
| 4  | Bryan Coquard (FRA)               | Team Europcar           | + 2"       |
| 5  | Tom Boonen (BEL)                  | Omega Pharma-Quick Step | + 2"       |
| 6  | Reinardt Janse van Rensburg (RSA) | Giant-Shimano           | + 2"       |
| 7  | Tony Gallopin (FRA)               | Lotto-Belisol           | + 2"       |
| 8  | Greg Van Avermaet (BEL)           | BMC Racing Team         | + 2"       |
| 9  | Borut Božič (SLO)                 | Astana Qazaqstan Team   | + 2"       |
| 10 | Marco Marcato (ITA)               | Cannondale              | + 2"       |

|    | Ciclista                 | Equip                   | Temps       |
| -- | ------------------------ | ----------------------- | ----------- |
| 1  | Geraint Thomas (GBR)     | Team Sky                | 21h 52' 42" |
| 2  | John Degenkolb (GER)     | Giant-Shimano           | + 3"        |
| 3  | Tom-Jelte Slagter (NED)  | Garmin-Sharp            | + 4"        |
| 4  | Carlos Betancur (COL)    | AG2R La Mondiale        | + 5"        |
| 5  | José Joaquín Rojas (ESP) | Movistar Team           | + 8"        |
| 6  | Jakob Fuglsang (DEN)     | Astana Qazaqstan Team   | + 13"       |
| 7  | Jan Bakelants (BEL)      | Omega Pharma-Quick Step | + 13"       |
| 8  | Wilco Kelderman (NED)    | Belkin Pro Cycling Team | + 15"       |
| 9  | Zdeněk Štybar (CZE)      | Omega Pharma-Quick Step | + 19"       |
| 10 | Cyril Gautier (FRA)      | Team Europcar           | + 19"       |

### Etapa 6
Saint-Saturnin-lès-Avignon - Fayence, 14 de març. 221,5 km
Etapa reina de la present edició i única arriba en alt, en un mur pels carrers de Fayence. Alhora és l'etapa més llarga, amb 221,5 km. Els primers 155 km són més aviats plans, amb una sota cota de tercera categoria al km. 36,5. En canvi els darrers 60 km concentres fins a quatre dificultats muntanyoses, la cota des Tuilières (2,2 km al 7,8%, al km 164,5), de segona; la cota de Mont Meaulx (1,7 km al 4,3%), de tercera, al km 180; el coll de Bourigaille (8,2 km al 5,9%), al km 202,5; i la cota de Fayence, de segona, i línia d'arribada.
Etapa moguda, amb nombrosos intents d'escapada en els primers quilòmetres i en què l'escapada del dia no es forma fins al km 68, quan 10 ciclistes salten del gran grup. Entre aquests hi ha Steve Cummings (BMC Racing Team), Jens Keukeleire (Orica-GreenEDGE), Thomas Voeckler (Team Europcar) i Sylvain Chavanel (IAM Cycling), però en cap moment superaran els 3' 15" de diferència respecte al grup del líder i en l'ascensió al coll de Bourigaille, de primera categoria, són neutralitzats. En aquesta ascensió primer es deixa veure Frank Schleck (Trek Factory Racing) i ja en la baixada també Vincenzo Nibali (Astana Qazaqstan Team), però ràpidament són neutralitzats pel petit grup capdavanter. En l'ascensió al mur de Fayence és l'AG2R La Mondiale l'equip que imprimeix un fort ritme i finalment Carlos Betancur aconsegueix la segona victòria d'etapa consecutiva, i el liderat, en batre a l'esprint a Rui Costa (Lampre-Merida).
|    | Ciclista              | Equip                   | Temps      |
| -- | --------------------- | ----------------------- | ---------- |
| 1  | Carlos Betancur (COL) | AG2R La Mondiale        | 5h 12' 11" |
| 2  | Rui Costa (POR)       | Lampre-Merida           | m. t.      |
| 3  | Zdeněk Štybar (CZE)   | Omega Pharma-Quick Step | + 3"       |
| 4  | Geraint Thomas (GBR)  | Team Sky                | + 3"       |
| 5  | Arthur Vichot (FRA)   | FDJ                     | + 3"       |
| 6  | Cyril Gautier (FRA)   | Team Europcar           | + 7"       |
| 7  | Jakob Fuglsang (DEN)  | Astana Qazaqstan Team   | + 7"       |
| 8  | Tony Gallopin (FRA)   | Lotto-Belisol           | + 7"       |
| 9  | Stefan Denifl (AUT)   | IAM Cycling             | + 7"       |
| 10 | Gorka Izagirre (ESP)  | Movistar Team           | + 11"      |

|    | Ciclista                 | Equip                   | Temps       |
| -- | ------------------------ | ----------------------- | ----------- |
| 1  | Carlos Betancur (COL)    | AG2R La Mondiale        | 27h 04' 48" |
| 2  | Geraint Thomas (GBR)     | Team Sky                | + 8"        |
| 3  | Rui Costa (POR)          | Lampre-Merida           | + 18"       |
| 4  | Zdeněk Štybar (CZE)      | Omega Pharma-Quick Step | + 22"       |
| 5  | José Joaquín Rojas (ESP) | Movistar Team           | + 24"       |
| 6  | Jakob Fuglsang (DEN)     | Astana Qazaqstan Team   | + 25"       |
| 7  | Arthur Vichot (FRA)      | FDJ                     | + 27"       |
| 8  | Jan Bakelants (BEL)      | Omega Pharma-Quick Step | + 29"       |
| 9  | Cyril Gautier (FRA)      | Team Europcar           | + 31"       |
| 10 | Stefan Denifl (AUT)      | IAM Cycling             | + 31"       |

### Etapa 7
Mogins - Biòt, 15 de març. 195,5 km
Etapa de mitja muntanya a través dels Alps Marítims, amb el pas per cinc dificultats muntanyoses durant la part central de l'etapa: dues de primera (km 49 i 85), una de segona (km 131) i dues de tercera (km 67 i 120). Els darrers 60 km d'etapa són força planers, tot i que l'arribada es fa en lleugera pujada.
Només començar l'etapa dins a sis ciclistes surten del gran grup, als quals se'ls afegeixen tres més al km 38. Aquest grup tindrà una màxima diferència propera als sis minuts, però l'AG2R La Mondiale i l'Team Europcar controlen les diferències. Lieuwe Westra (Astana Qazaqstan Team) és el darrer dels escapats en ser neutralitzat. En els darrers quilòmetres són nombrosos els intents d'escapada, però finalment la victòria se la disputen a l'esprint, sent Tom-Jelte Slagter (Garmin-Sharp) el més ràpid. Geraint Thomas, segon a la general, pateix una caiguda en els darrers quilòmetres que li fa perdre tota opció en la general.
|    | Ciclista                 | Equip                   | Temps      |
| -- | ------------------------ | ----------------------- | ---------- |
| 1  | Tom-Jelte Slagter (NED)  | Garmin-Sharp            | 5h 00' 05" |
| 2  | Rui Costa (POR)          | Lampre-Merida           | m. t.      |
| 3  | Carlos Betancur (COL)    | AG2R La Mondiale        | m. t.      |
| 4  | José Joaquín Rojas (ESP) | Movistar Team           | m. t.      |
| 5  | Arthur Vichot (FRA)      | FDJ                     | m. t.      |
| 6  | Tony Gallopin (FRA)      | Lotto-Belisol           | m. t.      |
| 7  | Stefan Denifl (AUT)      | IAM Cycling             | m. t.      |
| 8  | Zdeněk Štybar (CZE)      | Omega Pharma-Quick Step | m. t.      |
| 9  | Jakob Fuglsang (DEN)     | Astana Qazaqstan Team   | m. t.      |
| 10 | Peter Velits (SVK)       | BMC Racing Team         | m. t.      |

|    | Ciclista                 | Equip                   | Temps       |
| -- | ------------------------ | ----------------------- | ----------- |
| 1  | Carlos Betancur (COL)    | AG2R La Mondiale        | 32h 04' 49" |
| 2  | Rui Costa (POR)          | Lampre-Merida           | + 14"       |
| 3  | Zdeněk Štybar (CZE)      | Omega Pharma-Quick Step | + 26"       |
| 4  | José Joaquín Rojas (ESP) | Movistar Team           | + 27"       |
| 5  | Jakob Fuglsang (DEN)     | Astana Qazaqstan Team   | + 29"       |
| 6  | Arthur Vichot (FRA)      | FDJ                     | + 31"       |
| 7  | Cyril Gautier (FRA)      | Team Europcar           | + 35"       |
| 8  | Stefan Denifl (AUT)      | IAM Cycling             | + 35"       |
| 9  | Peter Velits (SVK)       | BMC Racing Team         | + 39"       |
| 10 | Simon Špilak (SLO)       | Team Katusha            | + 39"       |

### Etapa 8
Niça - Niça, 16 de març. 128 km
Etapa curta i intensa pels voltants de Niça, amb el pas per cinc ports de muntanya, tres de segona (km 33, 55 i 70) i dos de primera (km 87 i 113), el darrer d'ells a tan sols 15 km per a l'arribada al passeig marítim, que ha de servir per determinar la classificació final.
La darrera etapa ve marcada pels nombrosos atacs a causa de les escasses diferències entre els millors. Una nombrosa escapada de 17 ciclistes va marcar l'etapa en els primers quilòmetres, però sempre controlats per l'AG2R La Mondiale no van obtenir mai diferències superiors als 3 minuts. Vincenzo Nibali (Astana Qazaqstan Team) va ser un dels més actius entre els favorits, mentre els escapats perdien unitats i temps respecte al líder. Al pas pel coll d'Eze, el darrer de la cursa, sols quedava al davant Iuri Trofímov (Team Katusha), però en el descens seria neutralitzat. En aquesta ascensió Zdeněk Štybar (Omega Pharma-Quick Step) perd contacte amb el grup del líder. En la lluita per la victòria el més ràpid serà Arthur Vichot (FDJ), que s'imposa a José Joaquín Rojas (Movistar Team) i de pas li treu la tercera posició en la classificació final. Betancur conserva el liderat sense problemes, sent el primer colombià a guanyar la París-Niça.
|    | Ciclista                 | Equip                        | Temps      |
| -- | ------------------------ | ---------------------------- | ---------- |
| 1  | Arthur Vichot (FRA)      | FDJ                          | 3h 06' 56" |
| 2  | José Joaquín Rojas (ESP) | Movistar Team                | m. t.      |
| 3  | Cyril Gautier (FRA)      | Team Europcar                | m. t.      |
| 4  | Damiano Caruso (ITA)     | Cannondale                   | m. t.      |
| 5  | Wilco Kelderman (NED)    | Belkin Pro Cycling Team      | m. t.      |
| 6  | Fränk Schleck (LUX)      | Trek Factory Racing          | m. t.      |
| 7  | Tom-Jelte Slagter (NED)  | Garmin-Sharp                 | m. t.      |
| 8  | Carlos Betancur (COL)    | AG2R La Mondiale             | m. t.      |
| 9  | George Bennett (NZL)     | Cannondale                   | m. t.      |
| 10 | Eduardo Sepúlveda (ARG)  | Bretagne-Séché Environnement | m. t.      |

|    | Ciclista                 | Equip                 | Temps       |
| -- | ------------------------ | --------------------- | ----------- |
| 1  | Carlos Betancur (COL)    | AG2R La Mondiale      | 35h 11' 45" |
| 2  | Rui Costa (POR)          | Lampre-Merida         | + 14"       |
| 3  | Arthur Vichot (FRA)      | FDJ                   | + 20"       |
| 4  | José Joaquín Rojas (ESP) | Movistar Team         | + 21"       |
| 5  | Jakob Fuglsang (DEN)     | Astana Qazaqstan Team | + 29"       |
| 6  | Cyril Gautier (FRA)      | Team Europcar         | + 31"       |
| 7  | Stefan Denifl (AUT)      | IAM Cycling           | + 35"       |
| 8  | Simon Špilak (SLO)       | Team Katusha          | + 36"       |
| 9  | Peter Velits (SVK)       | BMC Racing Team       | + 39"       |
| 10 | Tony Gallopin (FRA)      | Lotto-Belisol         | + 41"       |

## Classificacions finals

### Classificació general
|    | Ciclista                 | Equip                 | Temps       |
| -- | ------------------------ | --------------------- | ----------- |
| 1  | Carlos Betancur (COL)    | AG2R La Mondiale      | 35h 11' 45" |
| 2  | Rui Costa (POR)          | Lampre-Merida         | + 14"       |
| 3  | Arthur Vichot (FRA)      | FDJ                   | + 20"       |
| 4  | José Joaquín Rojas (ESP) | Movistar Team         | + 21"       |
| 5  | Jakob Fuglsang (DEN)     | Astana Qazaqstan Team | + 29"       |
| 6  | Cyril Gautier (FRA)      | Team Europcar         | + 31"       |
| 7  | Stefan Denifl (AUT)      | IAM Cycling           | + 35"       |
| 8  | Simon Špilak (SLO)       | Team Katusha          | + 36"       |
| 9  | Peter Velits (SVK)       | BMC Racing Team       | + 39"       |
| 10 | Tony Gallopin (FRA)      | Lotto-Belisol         | + 41"       |

### Classificacions secundàries
|   | Ciclista                 | Equip            | Punts |
| - | ------------------------ | ---------------- | ----- |
| 1 | John Degenkolb (GER)     | Giant-Shimano    | 44    |
| 2 | Carlos Betancur (COL)    | AG2R La Mondiale | 42    |
| 3 | José Joaquín Rojas (ESP) | Movistar Team    | 40    |

|   | Ciclista               | Equip         | Punts |
| - | ---------------------- | ------------- | ----- |
| 1 | Pim Ligthart (NED)     | Lotto-Belisol | 44    |
| 2 | Mathias Frank (SUI)    | IAM Cycling   | 25    |
| 3 | Sylvain Chavanel (FRA) | IAM Cycling   | 20    |

|   | Ciclista                    | Equip                   | Temps       |
| - | --------------------------- | ----------------------- | ----------- |
| 1 | Carlos Betancur (COL)       | AG2R La Mondiale        | 35h 11' 45" |
| 2 | Sébastien Reichenbach (SUI) | IAM Cycling             | + 46"       |
| 3 | Wilco Kelderman (NED)       | Belkin Pro Cycling Team | + 1' 05"    |

|   | Equip            | Temps        |
| - | ---------------- | ------------ |
| 1 | Movistar Team    | 105h 37' 05" |
| 2 | AG2R La Mondiale | + 02' 34"    |
| 3 | IAM Cycling      | + 04' 12"    |

### UCI World Tour
La París-Niça atorga punts per l'UCI World Tour 2014 sols als ciclistes dels equips de categoria ProTeam.
| Posició               | 1r  | 2n | 3r | 4t | 5è | 6è | 7è | 8è | 9è | 10è |
| Classificació general | 100 | 80 | 70 | 60 | 50 | 40 | 30 | 20 | 10 | 4   |
| Per etapa             | 6   | 4  | 2  | 1  | 1  |    |    |    |    |     |

| #  | Ciclista                 | Equip                   | Punts |
| -- | ------------------------ | ----------------------- | ----- |
| 1  | Carlos Betancur (COL)    | AG2R La Mondiale        | 114   |
| 2  | Rui Costa (POR)          | Lampre-Merida           | 88    |
| 3  | Arthur Vichot (FRA)      | FDJ                     | 78    |
| 4  | José Joaquín Rojas (ESP) | Movistar Team           | 68    |
| 5  | Jakob Fuglsang (DEN)     | Astana Qazaqstan Team   | 52    |
| 6  | Cyril Gautier (FRA)      | Team Europcar           | 42    |
| 7  | Simon Špilak (SLO)       | Team Katusha            | 20    |
| 8  | John Degenkolb (GER)     | Giant-Shimano           | 14    |
| 9  | Tom-Jelte Slagter (NED)  | Garmin-Sharp            | 12    |
| 10 | Peter Velits (SVK)       | Omega Pharma-Quick Step | 10    |

## Evolució de les classificacions
| Etapa | Vencedor          | Classificació general | Classificació per punts | Classificació de la muntanya | Classificació dels joves | Classificació per equips |
| ----- | ----------------- | --------------------- | ----------------------- | ---------------------------- | ------------------------ | ------------------------ |
| 1     | Nacer Bouhanni    | Nacer Bouhanni        | Nacer Bouhanni          | Christophe Laborie           | Nacer Bouhanni           | Omega Pharma-Quick Step  |
| 2     | Moreno Hofland    | Nacer Bouhanni        | Nacer Bouhanni          | Christophe Laborie           | Nacer Bouhanni           | Team Katusha             |
| 3     | John Degenkolb    | John Degenkolb        | John Degenkolb          | Christophe Laborie           | John Degenkolb           | Team Katusha             |
| 4     | Tom-Jelte Slagter | Geraint Thomas        | John Degenkolb          | Valerio Agnoli               | John Degenkolb           | AG2R La Mondiale         |
| 5     | Carlos Betancur   | Geraint Thomas        | John Degenkolb          | Sylvain Chavanel             | John Degenkolb           | AG2R La Mondiale         |
| 6     | Carlos Betancur   | Carlos Betancur       | John Degenkolb          | Sylvain Chavanel             | Carlos Betancur          | Movistar Team            |
| 7     | Tom-Jelte Slagter | Carlos Betancur       | John Degenkolb          | Pim Ligthart                 | Carlos Betancur          | Movistar Team            |
| 8     | Arthur Vichot     | Carlos Betancur       | John Degenkolb          | Pim Ligthart                 | Carlos Betancur          | Movistar Team            |
| Final | Final             | Carlos Betancur       | John Degenkolb          | Pim Ligthart                 | Carlos Betancur          | Movistar Team            |